# EKS RX
EKS JC Team, conocido hasta 2019 como EKS RX es un equipo sueco de carreras de autos. El equipo compite en el Campeonato Mundial de Rallycross de la FIA desde 2014 y entró en el campeonato de equipos en 2015. Su fundador es el piloto de carreras sueco Mattias Ekström.

## Historia
El 18 de enero de 2017 se anunció que el equipo recibiría el apoyo completo de fábrica de Audi Sport para la temporada 2017 del Campeonato Mundial de Rallycross. Hasta ese momento el equipo había corrido solo con la asistencia de los proveedores oficiales de Audi Sport. La formación para su primer año como equipo oficial Audi fue Mattias Ekström, Toomas Heikkinen quienes ya eran pilotos del equipo y Reinis Nitišs. El equipo consiguió cuatro victorias (Barcelona, Portugal, Hockenheim y Alemania), todas de la mano de Ekström y ocho podios (siete de Ekström y uno de Heikkinen). Ekström no disputó el World RX de Suecia debido a la incopatibilidad de fechas enre la fecha del DTM en Norisring y la ronda sueca del Campeonato Mundial de Rallycross. El mejor piloto del equipo fue Mattias Ekström quien terminó la temporada como subcampeón mundial y en el campeonato de equipos, el EKS RX terminó en la ttercera posición detrás del Team Peugeot-Hansen y del PSRX Volkswagen Sweden.
En 2018, Andreas Bakkerud acompañó a Ekström en el equipo que en esta temporada se llamó EKS Audi Sport. El duó del EKS no tuvo oportunidades contra el binomio de Johan Kristoffersson y su Volkswagen Polo R, en la temporada el equipo consiguió diez podios, de los cuales seis fueron conseguidos por Bakkerud y cuatro por Ekström. Mattias Ekström terminó la temporada como subcampeón mundial con 248 puntos y su compañero de equipo Andreas Bakkerud terminó tercero detrás de él con 237 puntos. En el campeonato por equipos el EKS Audi Sport terminó como subcampeón mundial con 485 puntos.
El 30 de agosto de 2018, Audi anunció que dejaría el Campeonato Mundial de Rallycross al final de la temporada 2018. Tras finalizar la temporada, Mattias Ekström anunció dejaría de correr a tiempo completo y que Andreas Bakkerud abandonaría el equipo. El 10 de diciembre de 2018, Ekström anunció oficialmente la retirada del equipo del Campeonato Mundial de Rallycross.
En 2019, el equipo volvió al campeonato sin el apoyo de Audi Sport, compitiendo con un solo piloto a tiempo completo, el único Audi S1 RX fue pilotado por el húngaro Krisztián Szabo. A pesar de haber abandonado el campeonato, Mattias Ekström corrió como wildcard el Spa World RX de Benelux con la única intención de divertirse.
El 19 de febrero de 2021 se anunció la fusión del EKS RX con el JC Raceteknik adoptando el nuevo nombre de EKS JC Team.

## Resultados

### Campeonato de Europa de Rallycross

#### Supercar
| Año  | Equipo | Auto    | N.º | Piloto           | 1   | 2      | 3     | 4     | 5      | ERX  | Pts |
| ---- | ------ | ------- | --- | ---------------- | --- | ------ | ----- | ----- | ------ | ---- | --- |
| 2014 | EKS RX | Audi S1 | 5   | Pontus Tidemand  | GBR | NOR 6  | BEL 2 | GER 4 | ITA 6  | 3.º  | 50  |
| 2014 | EKS RX | Audi S1 | 10  | Mattias Ekström  | GBR | NOR 11 | BEL   | GER 1 | ITA    | 10.º | 22  |
| 2014 | EKS RX | Audi S1 | 79  | Edward Sandström | GBR | NOR    | BEL 5 | GER   | ITA 12 | 14.º | 17  |

### Campeonato Mundial de Rallycross

#### Supercar/RX1
| Año  | Equipo         | Auto            | N.º | Piloto               | 1      | 2      | 3      | 4      | 5      | 6      | 7      | 8      | 9      | 10     | 11     | 12     | 13     | C.P. | Puntos | C.E. | Puntos |
| ---- | -------------- | --------------- | --- | -------------------- | ------ | ------ | ------ | ------ | ------ | ------ | ------ | ------ | ------ | ------ | ------ | ------ | ------ | ---- | ------ | ---- | ------ |
| 2014 | EKS RX         | Audi S1         | 5   | Pontus Tidemand      | POR    | GBR    | NOR 13 | FIN 13 | SWE 10 | BEL 5  | CAN    | FRA 5  | GER 4  | ITA 13 | TUR    | ARG    |        | 8.º  | 84     | N/A  | N/A    |
| 2014 | EKS RX         | Audi S1         | 10  | Mattias Ekström      | POR    | GBR    | NOR 19 | FIN    | SWE 1  | BEL    | CAN    | FRA    | GER 2  | ITA    | TUR    | ARG    |        | 12.º | 55     | N/A  | N/A    |
| 2014 | EKS RX         | Audi S1         | 79  | Edward Sandström     | POR    | GBR    | NOR    | FIN    | SWE    | BEL 12 | CAN    | FRA 14 | GER    | ITA 20 | TUR 12 | ARG    |        | 35.º | 9      | N/A  | N/A    |
| 2014 | EKS RX         | Audi S1         | 80  | Markus Winkelhock    | POR    | GBR    | NOR    | FIN 24 | SWE    | BEL    | CAN    | FRA    | GER    | ITA    | TUR    | ARG    |        | NC   | 0      | N/A  | N/A    |
| 2014 | EKS RX         | Audi S1         | 100 | Per-Gunnar Andersson | POR    | GBR    | NOR    | FIN    | SWE    | BEL    | CAN    | FRA    | GER    | ITA    | TUR 13 | ARG    |        | 39.º | 8      | N/A  | N/A    |
| 2015 | EKS RX         | Audi S1         | 5   | Edward Sandström     | POR    | HOC 13 | BEL    | GBR    | GER    | SWE    | CAN    | NOR    | FRA    | BAR    | TUR    | ITA    | ARG    | 28.º | 4      | 5.º  | 258    |
| 2015 | EKS RX         | Audi S1         | 10  | Mattias Ekström      | POR 7  | HOC    | BEL 6  | GBR 2  | GER 15 | SWE 1  | CAN 6  | NOR 12 | FRA 5  | BAR 7  | TUR 4  | ITA    | ARG 2  | 6.º  | 201    | 5.º  | 258    |
| 2015 | EKS RX         | Audi S1         | 92  | Anton Marklund       | POR 17 | HOC 20 | BEL 7  | GBR 14 | GER 10 | SWE 25 |        | NOR 8  | FRA 9  | BAR 15 | TUR 6  | ITA 4  | ARG 11 | 12.º | 78     | 5.º  | 258    |
| 2015 | EKS RX         | Volkswagen Polo | 92  | Anton Marklund       |        |        |        |        |        |        | CAN 14 |        |        |        |        |        |        | 12.º | 78     | 5.º  | 258    |
| 2015 | EKS RX         | Audi S1         | 177 | Andrew Jordan        | POR    | HOC    | BEL    | GBR    | GER    | SWE    | CAN    | NOR    | FRA    | BAR    | TUR    | ITA 21 | ARG    | 24.º | 13     | 5.º  | 258    |
| 2016 | EKS RX         | Audi S1         | 5   | Mattias Ekström      | POR 7  | HOC 1  | BEL 1  | GBR 1  | NOR 3  | SWE 6  | CAN 8  | FRA 7  | BAR 1  | LAT 2  | GER 5  | ARG 5  |        | 1.º  | 272    | 1.º  | 422    |
| 2016 | EKS RX         | Audi S1         | 57  | Toomas Heikkinen     | POR 3  | HOC 2  | BEL 16 | GBR 11 | NOR 9  | SWE 9  | CAN 4  | FRA 15 | BAR 9  | LAT 9  | GER 9  | ARG 3  |        | 7.º  | 150    | 1.º  | 422    |
| 2017 | EKS RX         | Audi S1         | 1   | Mattias Ekström      | BAR 1  | POR 1  | HOC 1  | BEL 4  | GBR 5  | NOR 4  | SWE    | CAN 7  | FRA 3  | LAT 2  | GER 1  | RSA 3  |        | 2.º  | 255    | 3.º  | 380    |
| 2017 | EKS RX         | Audi S1         | 15  | Reinis Nitišs        | BAR 10 | POR 5  | HOC 12 | BEL 13 | GBR 16 | NOR 10 | SWE 18 | CAN 16 | FRA 12 | LAT 11 | GER 12 | RSA 18 |        | 14.º | 71     | 3.º  | 380    |
| 2017 | EKS RX         | Audi S1         | 57  | Toomas Heikkinen     | BAR 8  | POR 12 | HOC 6  | BEL 9  | GBR 12 | NOR 11 | SWE 14 | CAN 5  | FRA 11 | LAT 8  | GER 3  | RSA 11 |        | 7.º  | 125    | 3.º  | 380    |
| 2017 | EKS RX         | Audi S1         | 45  | Per-Gunnar Andersson | BAR    | POR    | HOC    | BEL    | GBR    | NOR    | SWE 15 | CAN    | FRA    | LAT    | GER    | RSA    |        | 23.º | 2      | N/A  | N/A    |
| 2017 | EKS RX         | Audi S1         | 51  | Nico Müller          | BAR    | POR    | HOC    | BEL    | GBR    | NOR    | SWE    | CAN    | FRA 17 | LAT 6  | GER    | RSA    |        | 17.º | 13     | N/A  | N/A    |
| 2018 | EKS Audi Sport | Audi S1         | 5   | Mattias Ekström      | BAR 6  | POR 7  | BEL 5  | GBR 4  | NOR 2  | SWE 6  | CAN 4  | FRA 4  | LAT 2  | USA 5  | GER 2  | RSA 2  |        | 2.º  | 248    | 2.º  | 485    |
| 2018 | EKS Audi Sport | Audi S1         | 13  | Andreas Bakkerud     | BAR 3  | POR 4  | BEL 6  | GBR 2  | NOR 6  | SWE 2  | CAN 7  | FRA 2  | LAT 8  | USA 3  | GER 3  | RSA 7  |        | 3.º  | 237    | 2.º  | 485    |
| 2018 | EKS Audi Sport | Audi S1         | 51  | Nico Müller          | BAR    | POR    | BEL    | GBR    | NOR    | SWE    | CAN    | FRA    | LAT 9  | USA    | GER    | RSA    |        | 19.º | 10     | N/A  | N/A    |
| 2019 | EKS Sport      | Audi S1         | 123 | Krsiztián Szabo      | ABU 4  | BAR 12 | BEL 12 | GBR 5  | NOR 12 | SWE 17 | CAN 12 | FRA 11 | LAT 10 | RSA 9  |        |        |        | 10.º | 91     | N/A  | N/A    |
| 2019 | EKS Audi Sport | Audi S1         | 51  | Mattias Ekström      | ABU    | BAR    | BEL 10 | GBR    | NOR    | SWE    | CAN    | FRA    | LAT    | RSA    |        |        |        | 23.º | 8      | N/A  | N/A    |
| 2021 | KYB EKS JC     | Audi S1         | 1   | Johan Kristoffersson | BAR 3  | SWE 7  | FRA 7  | LAT 5  | LAT 1  | BEL 1  | POR 6  | GER 1  | GER 3  |        |        |        |        | 1.º  | 217    | 3.º  | 342    |
| 2021 | KYB EKS JC     | Audi S1         | 91  | Enzo Ide             | BAR 10 | SWE 4  | FRA 8  | LAT 9  | LAT 9  | BEL 5  | POR 5  | GER 6  | GER 6  |        |        |        |        | 6.º  | 125    | 3.º  | 342    |

- * Temporada en desarrollo.